# Mathias E. Mnyampala
Mathias Eugen Mnyampala (cerca de Dodoma, 18 de noviembre de 1917-Dodoma, Dodoma, 8 de junio de 1969) fue un jurista y escritor tanzano en suajili.

## Biografía
Era de etnia gogo, su lengua nativa era el gogo.
Mathias Mnyampala es un autodidacta en varios ámbitos del saber; sin embargo, cursó sus estudios primarios en la escuela de los misioneros católicos. Toda su vida fue un cristiano ferviente y su fe contaminó la totalidad de su obra. Es el primer poeta reconocido en suajili sin ser ésta su lengua materna, y además desarrolló nuevos temas exteriores a la larga tradición suajili, llena de referencias islámicas e influenciadas por la métrica de la poesía árabe.
Comenzó trabajando como maestro, más tarde pasó a ser administrativo gubernamental durante la etapa colonial y finalmente liwali (un tipo de administrador local), pero dedicó casi toda su trayectoria profesional al sistema judicial. Era experto en herencias y terminología legal suajili. Fue un activista político por la independencia de Tanganica y luego por la política cultural del país liberado.

## Obra seleccionada
- Historia, mila, na desturi za Wagogo wa Tanganyika, 1954
- Utenzi wa Enjili Takatifu, 1962
- Diwani ya Mnyampala, 1963
- Ngonjera za ukuta, 1970
- Historia ya Hayati Sheikh Kaluta Amri Abedi (1924-1964), 2011
- Maisha ni kugharimia, 2013, 1st Edition, Paris, Buluu Publishing, ISBN 979-10-92789-02-7.  [Google Books]